# مورن

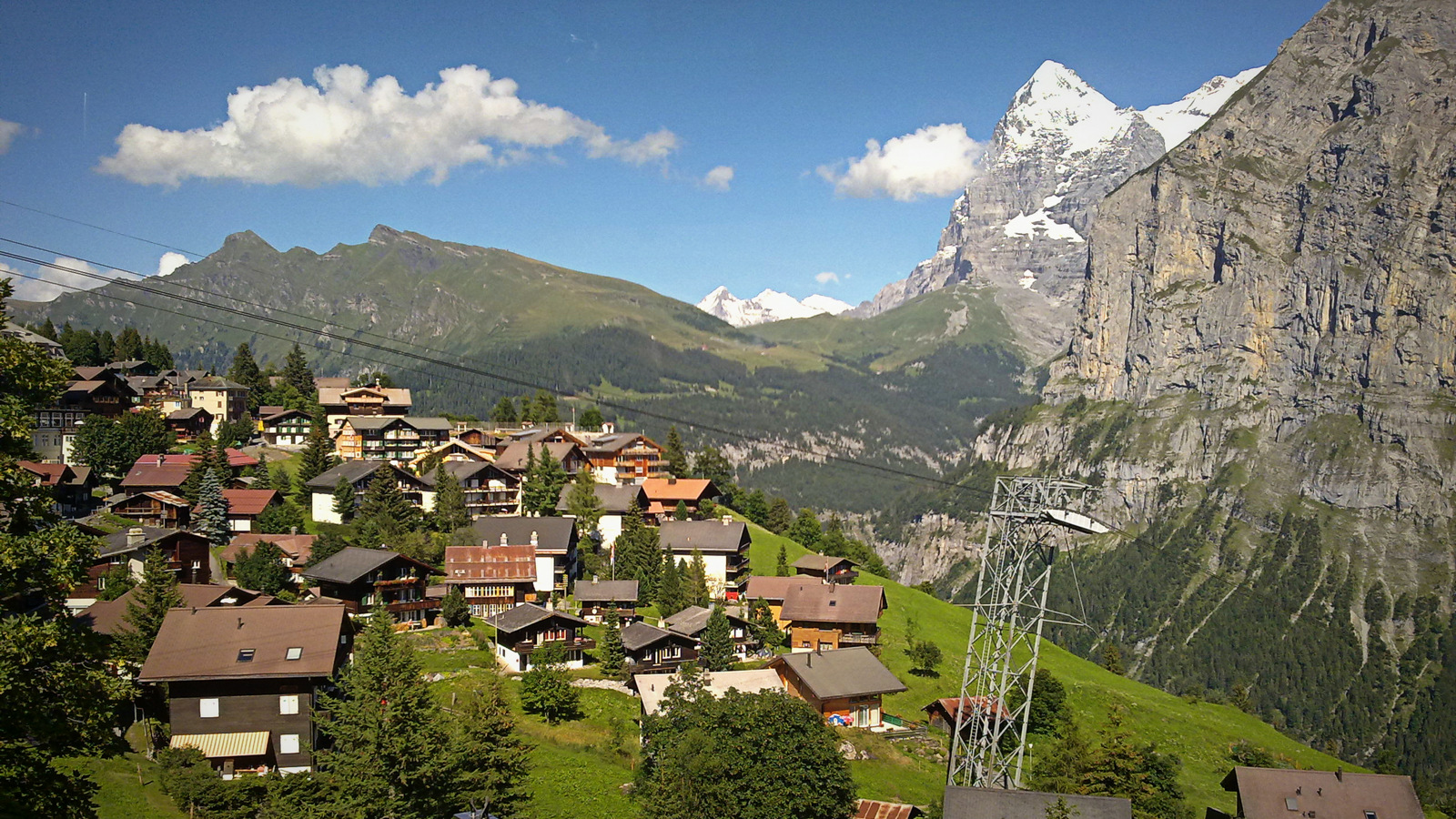
مورن

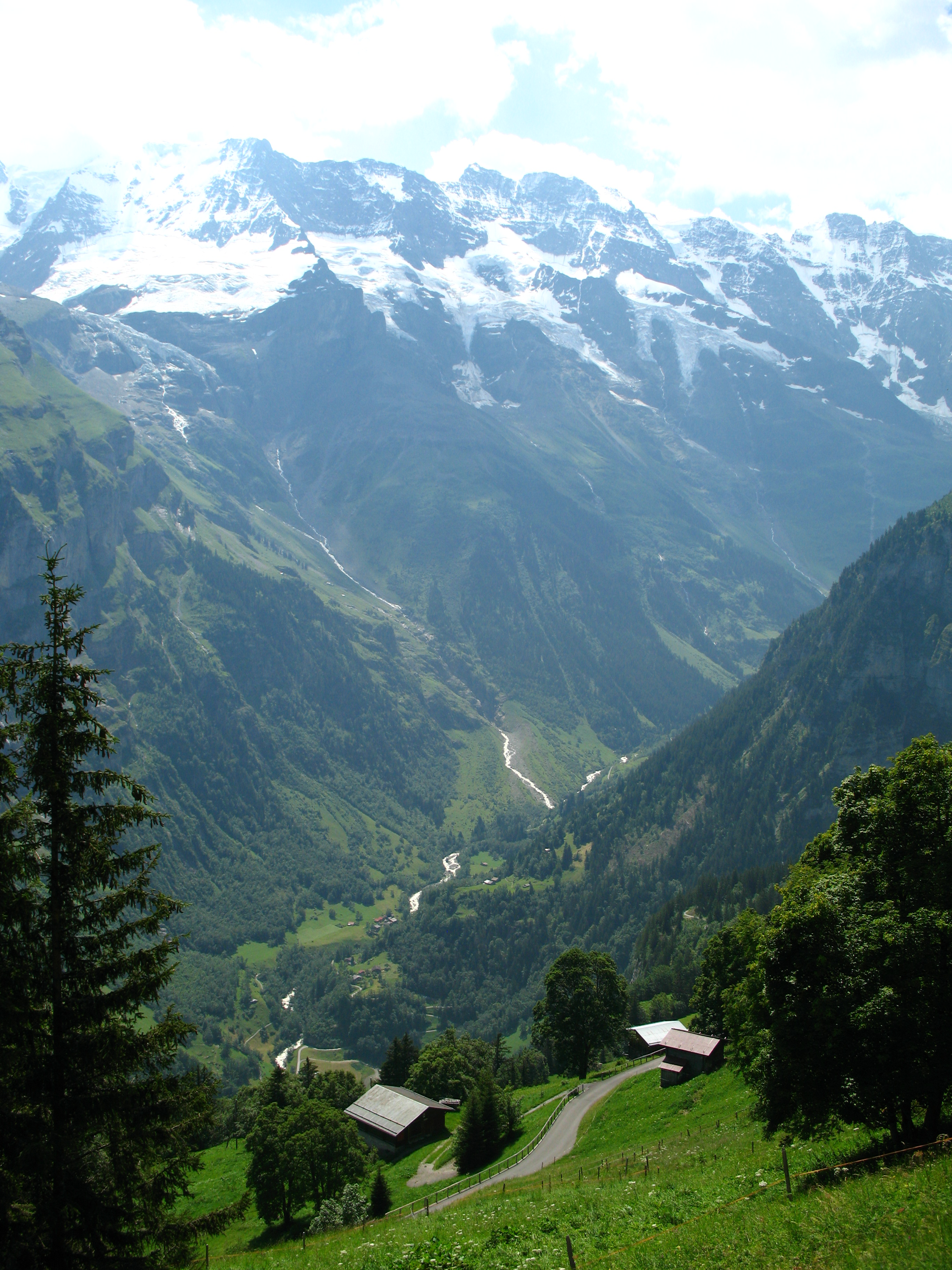
منظر من (طريق) نيدنيماتين في مورن اتجاه غيميلود

مورن هي قرية بقرب جبل واسلير في منطقة المرتفعات البرنية (Berner Oberland) [الإنجليزية] في سويسرا. لا يمكن لوصول للقرية بالطرق العامه لأنها تقع على ارتفاع 1,650 متر (5,423 قدم) فوق مستوى سطح البحر. كما تشتهر بالسياحة خلال فصلي الصيف والشتاء وذلك بسبب مناظر الجبال الشاهقة الثلاث: ايقر، مونش، ويونغفراو. ويبلغ عدد سكان مورن 450 نسمة فقط ولكنها تمتلك عدد 2,000 من اسرة الفنادق لاستقبال السائحين. كما تمتلك مورن مدرسة خاصة بها وكنيستين، كنيسة اصلاحية وكنيسة كاثوليكية رومانية.

## المواصلات
محطة مورن هي المحطة الأخيرة «لمورين بيرقبنهان» و«لوتربرونين» وتحتوي على خط الترام المعلق، وتربط «مورن» مع «لوتروبنين».
وسلسة من اربع عربات تلفريك معروفة بأسم«لوقتس يلبهان ستكبرغ مورين شيلتهورن» (LSMS). كما تقدم الموصلات من مورن انحدار إلى غيميلوالد وستكبرغ وتتجه إلى قمة شيلتهورن والمطعم الدوار «بيتزا غلورا»، وكان هذا المطعم الموقع الرئيسي لتصوير فيلم جيمس بوند "في الخدمة السرية لصاحبة الجلالة"(On Her Majesty's Secret Service) الذي صدر عام 1969. حيث كان جيمس بوند (جورج لازينبي) قد لاذ بالفرار من المقر الرئيسي لإرنست ستافرو بلوفيد (تيلي سافالاس) وكان يفر من أربعة اتباع من بلوفيد في سيارة تقودها صديقته تريسي (ديانا ريغ). وهناك عربة تلفريك اضافية تمر مباشرة من مورن إلى ستيكبرغ ولكن هذه الخدمة للشحن فقط.

## الرياضات والترفيه

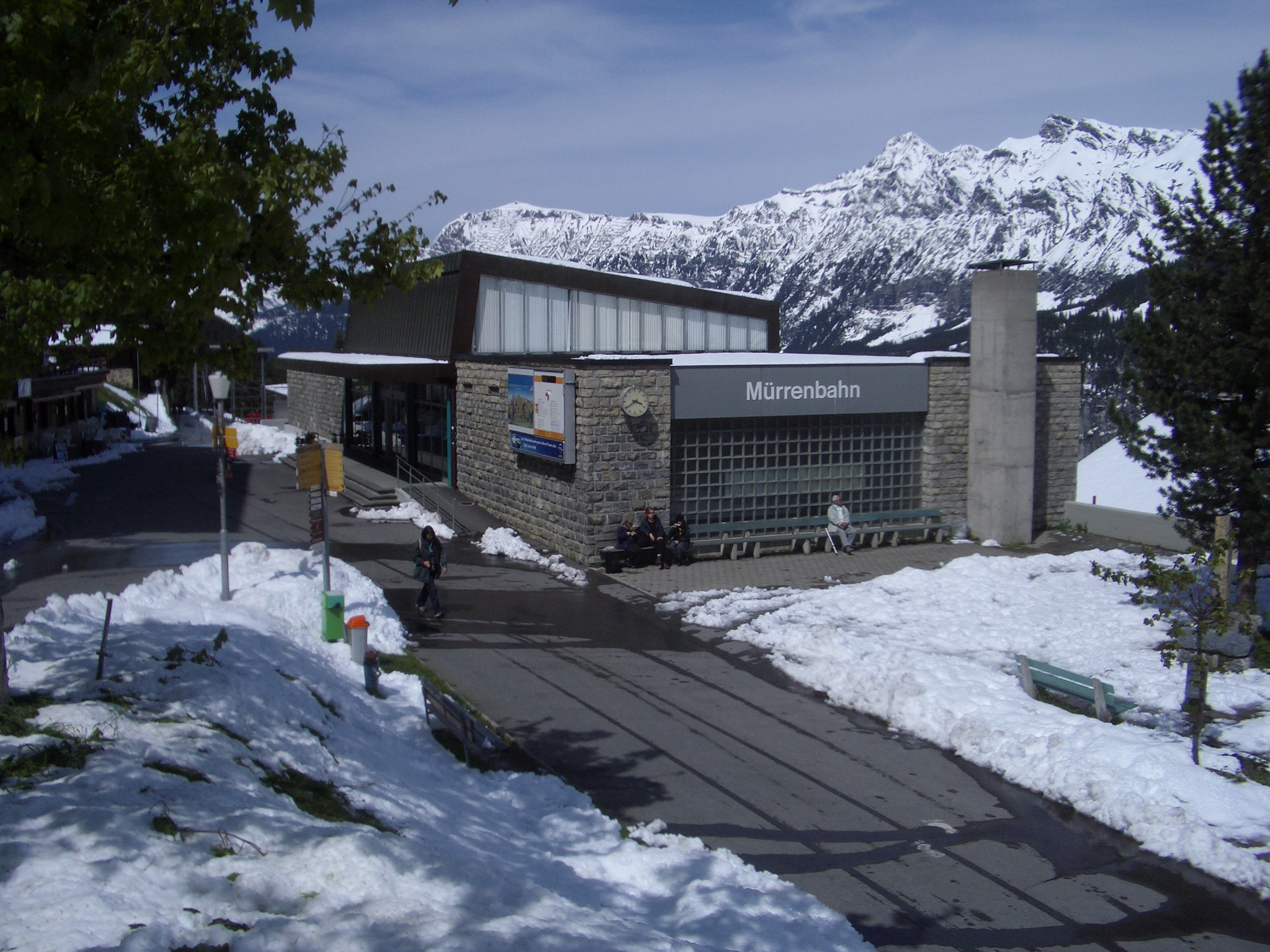
محطة موررن المحطة النهائية لوتربرونين-مورن

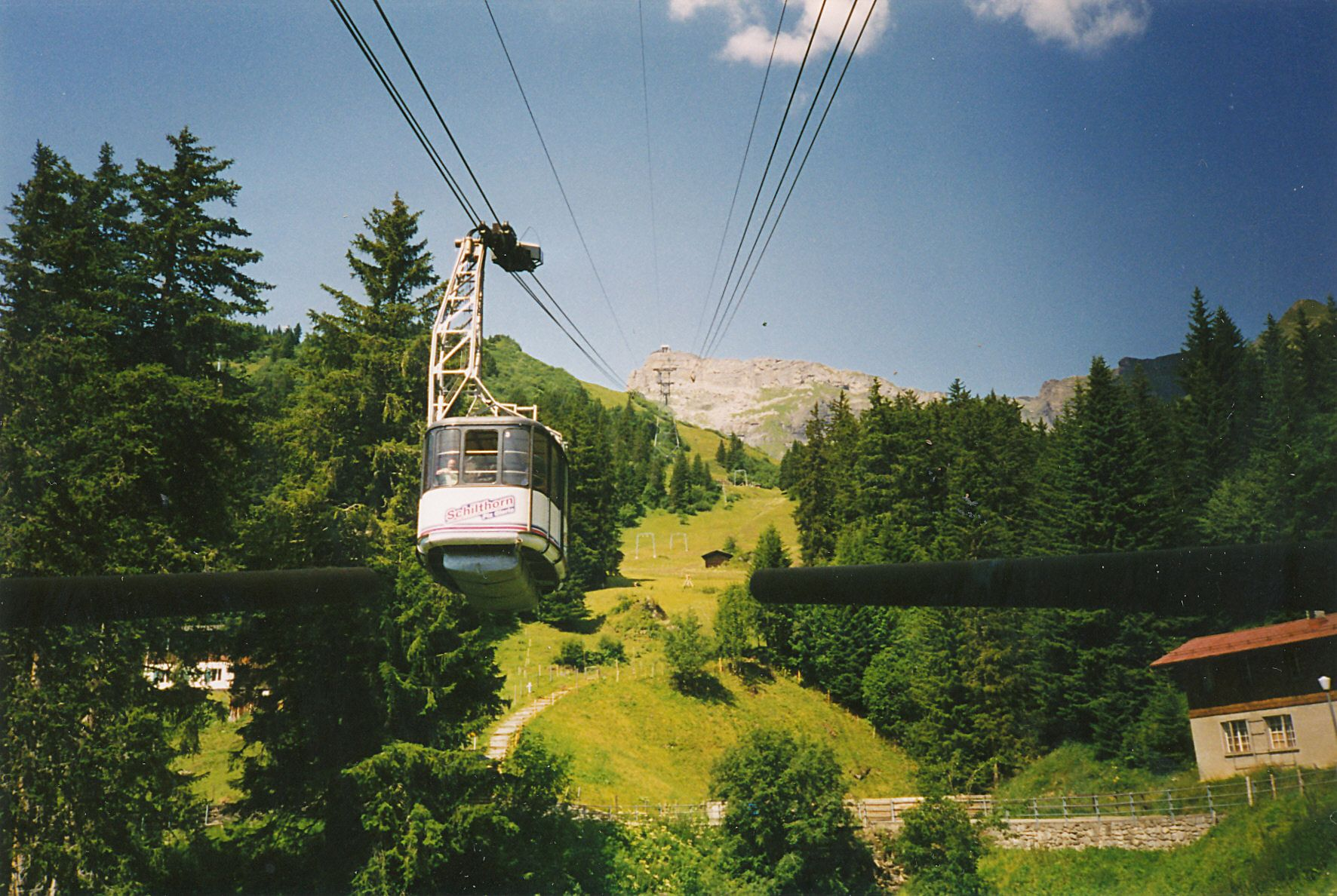
تلفريك متجه إلى شيلتهورن

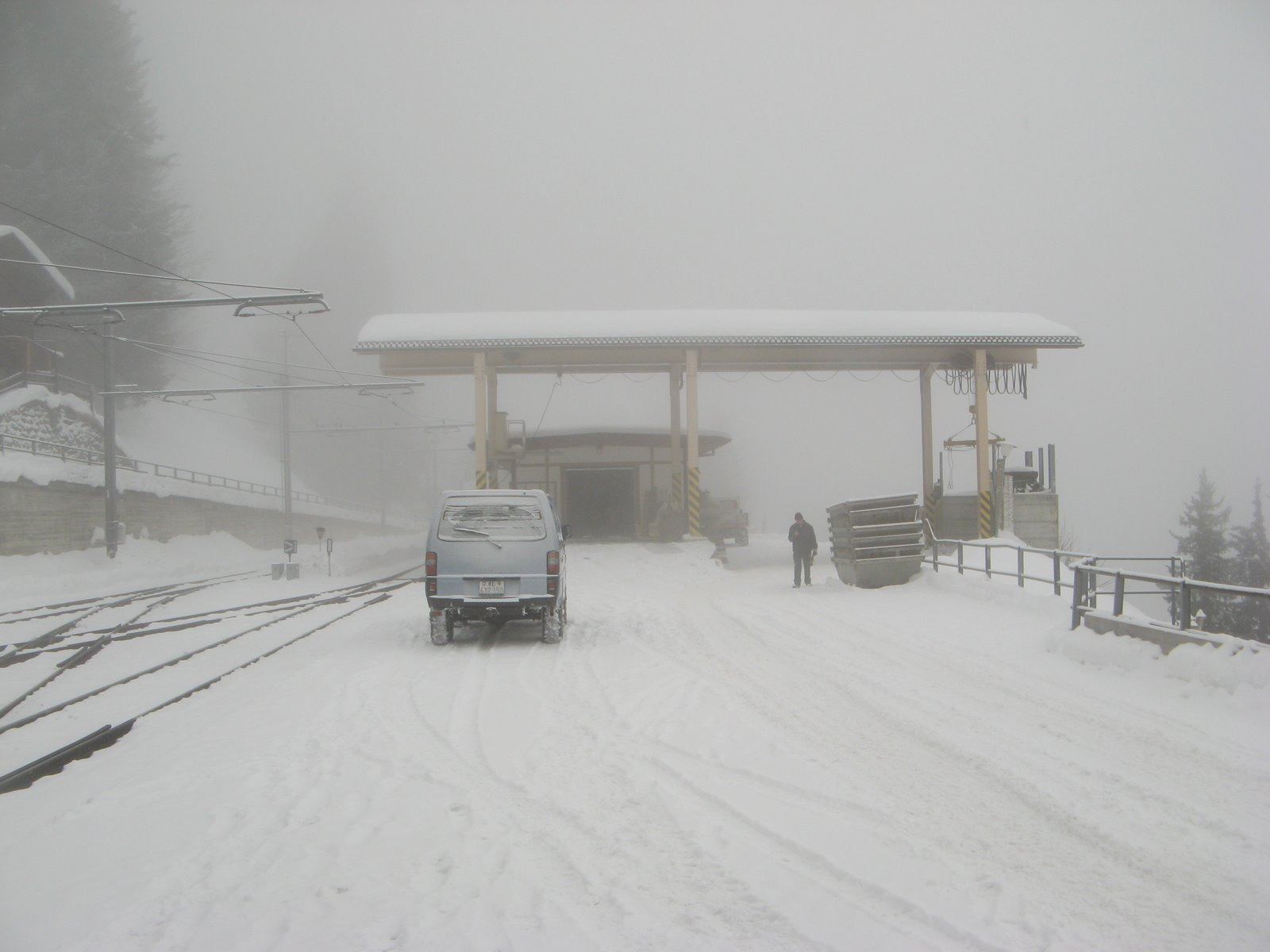
محطة السكك الحديدية في مون خلال الشتاء

في مورن هناك مجموعة من منحدرات التزلج التي تبلغ مساحتها مجموعة 52 كيلو متر (32 ميل) كما تمتد خلالها مع 14 مصعداً للتزلج (ست عربات تلفريك، وسبع عربات تلفريك ذات الكرسي، وثلاث سكك حديدية، واثنين من مصاعد النقل).
وبداخل القرية هناك مركز العاب رياضية كبير، يوجد فيه بركة سباحة بمساحة 25 متر، وقاعة رياضة، وغرفة للياقة البدنية، ومقهى، ومركز معلومات، وغيرها من المرافق. كما أن هنالك حلبة كبيرة للتزلج على الجليد، والتي تستخدم احيانا لمسابقات الكيرلنق فضلا عن حلبة محددة للكيرلنق الذي تتحول في الصيف ملعباً للتنس. وخلال أشهر فصل الصيف تحول حلبة التزلج على الجليد إلى مسار لعبة قولف مصغرة.

## جغرافيا
تقع مورن داخل اقليم بيرن في مقاطعة إنترلاكن والتي تنتسب إلى عامة الشعب السياسي من لوتيربرونين. بالإضافة إلى مقاطعة ونغن، وإيسينفلوه، وغيميلوالد، وستيكبرغ، ولوتيربرونين. وتغطي الابرشية الوادي بأكمله.

## الفنادق
هناك بضعة فنادق في مورن، تشتمل على فندق البينبليك، وفندق البينروه، والبينا، وفندق بلفيو، وفندق بلومينتال، وفندق اديلويس، وفندق ايقر، وضيافة ايقر، وفندق يونغفراو، وفندق ريجينا، وسبورتشاليت.

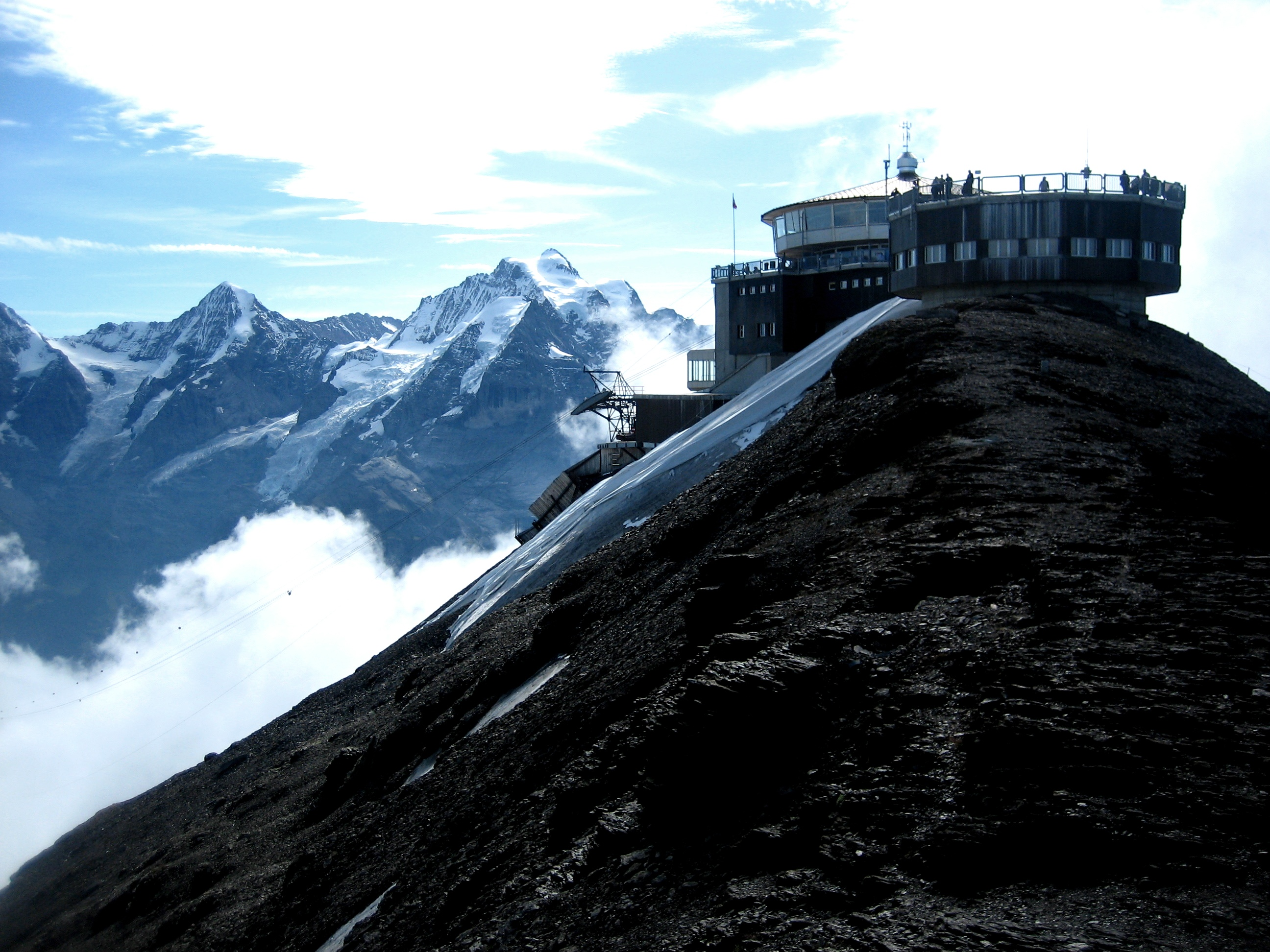
شيلتهورن

## التاريخ
مورن لديها اصولها كقرية زراعية مع بداية السياحة في فصلي الصيف والشتاء، شهدت مورن نمواً في المساحة والثروة. خصوصا الرياضات الشتوية كانت جزءاً مهماً من تاريخ مورن منذ بداية وصول السياح البريطانيين في شتاء عام 1911. وخلال الحرب العالمية الاولى بقي السجناء الجرحى من الحرب في مورن ريثما يعودون إلى وطنهم وقد لعب ذلك دور في تطور الرياضات الشتوية. في عام 1924، انشئ «سير أرنولد لون» (له تمثال منصوب خارج محطة السكك الحديدية) وثمان متزلجون اخرون نادي تزلج قندهار. أخذ النادي اسمه من روبرتس كأس التحدي في قندهار وكانت الجولة الأولى في عام (1911). وقدم لورد روبرتس كأس العالم لتحديات سباق التزلج هبوطا، وهو الذي فاز في الحرب الإنجليزية الأفغانية الثانية في معركة حاسمة من قندهار.
و في عام 1928، إنشاء سباق انفيرنو (Inferno) للتزلج واستمر إلى يومنا هذا. واحتوى سباق انفيرنو العالمي على سباق الكورلنق العملاق وسباقات الانحدار وهي الأطول (15.8 كيلو متر، 9.8 ميل) والأكبر من بين سباق التزلج للهواة في العالم.

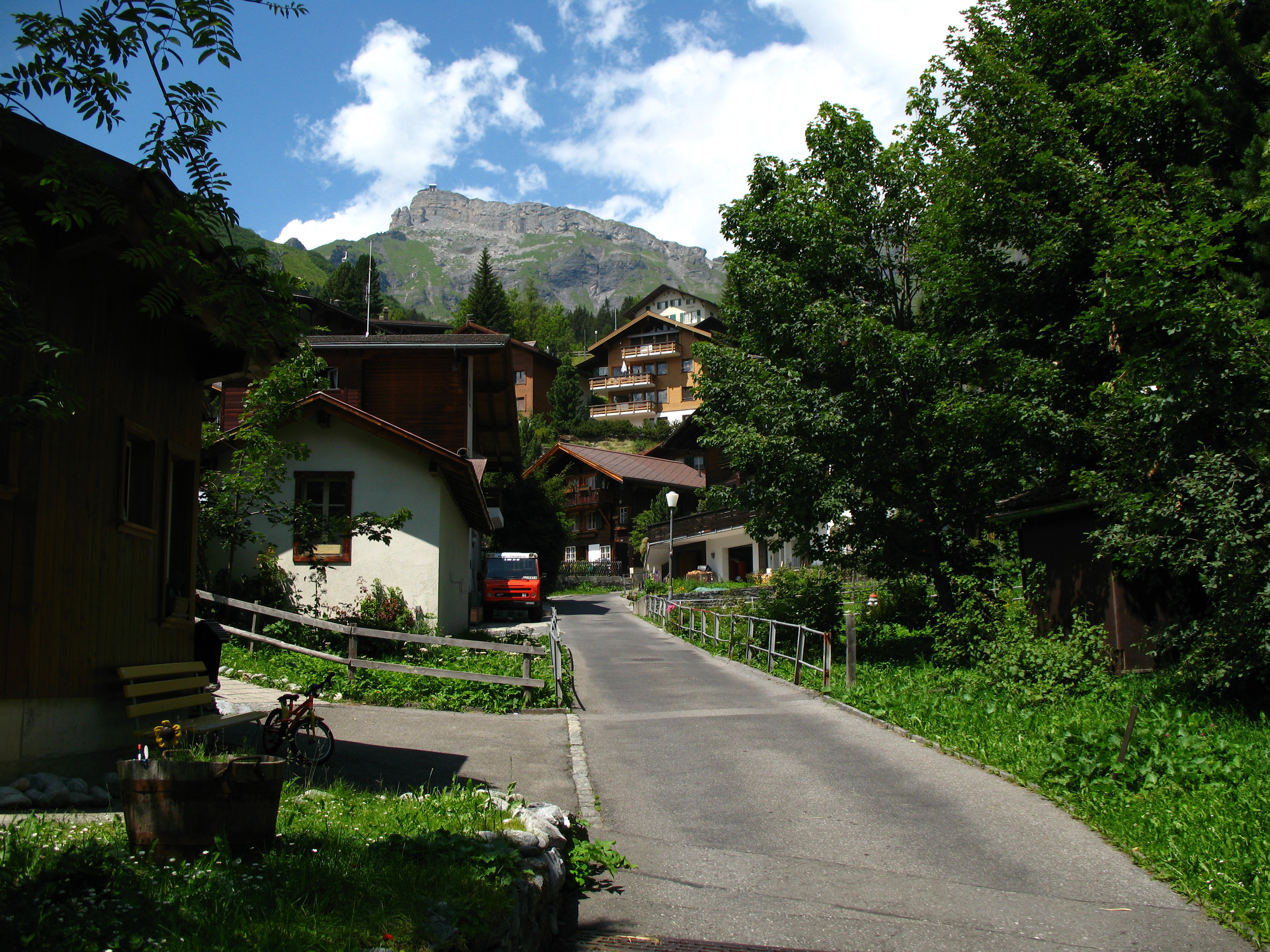
شارع في مورن
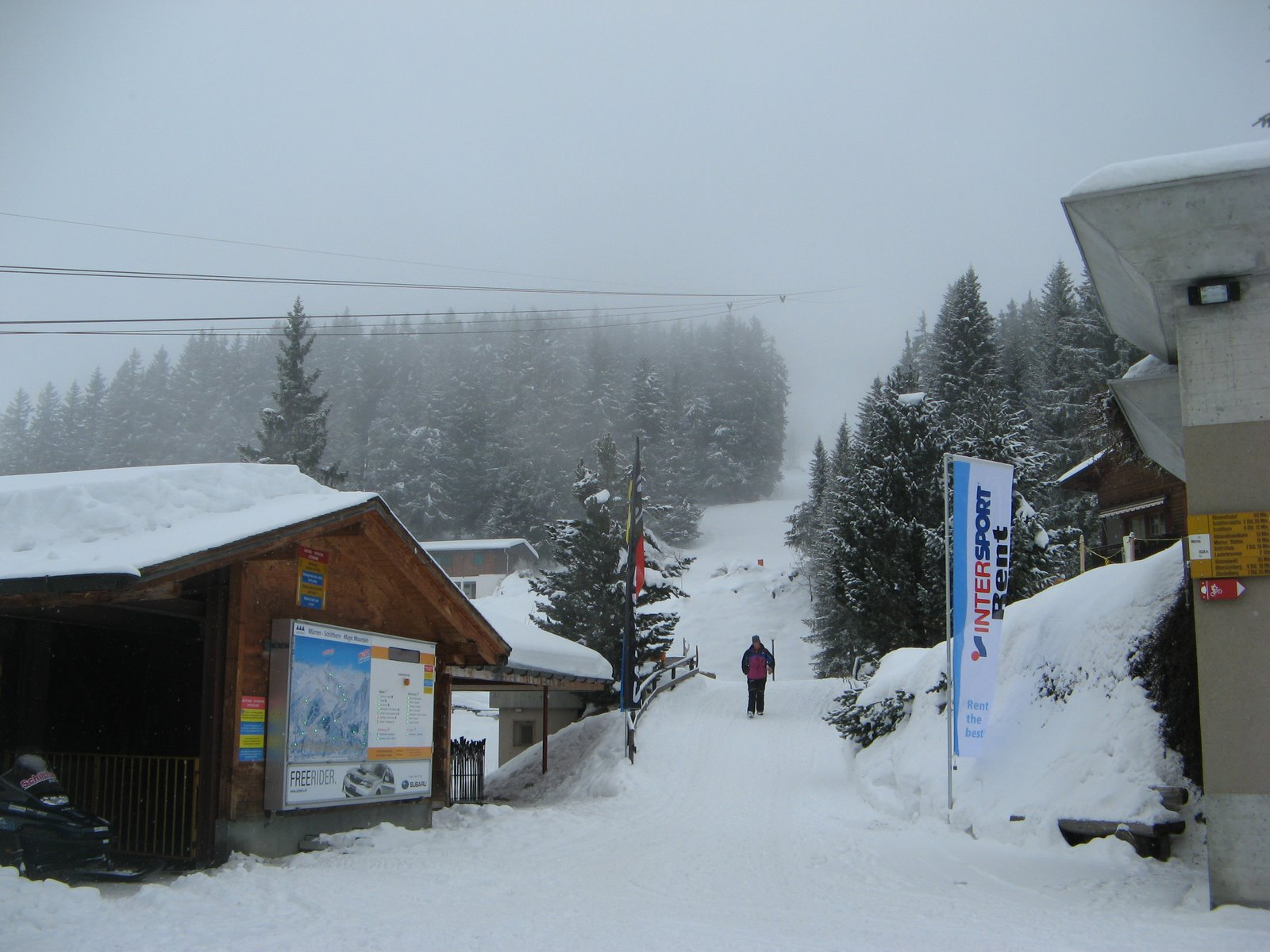
شارع في مورن خلال فصل الشتاء
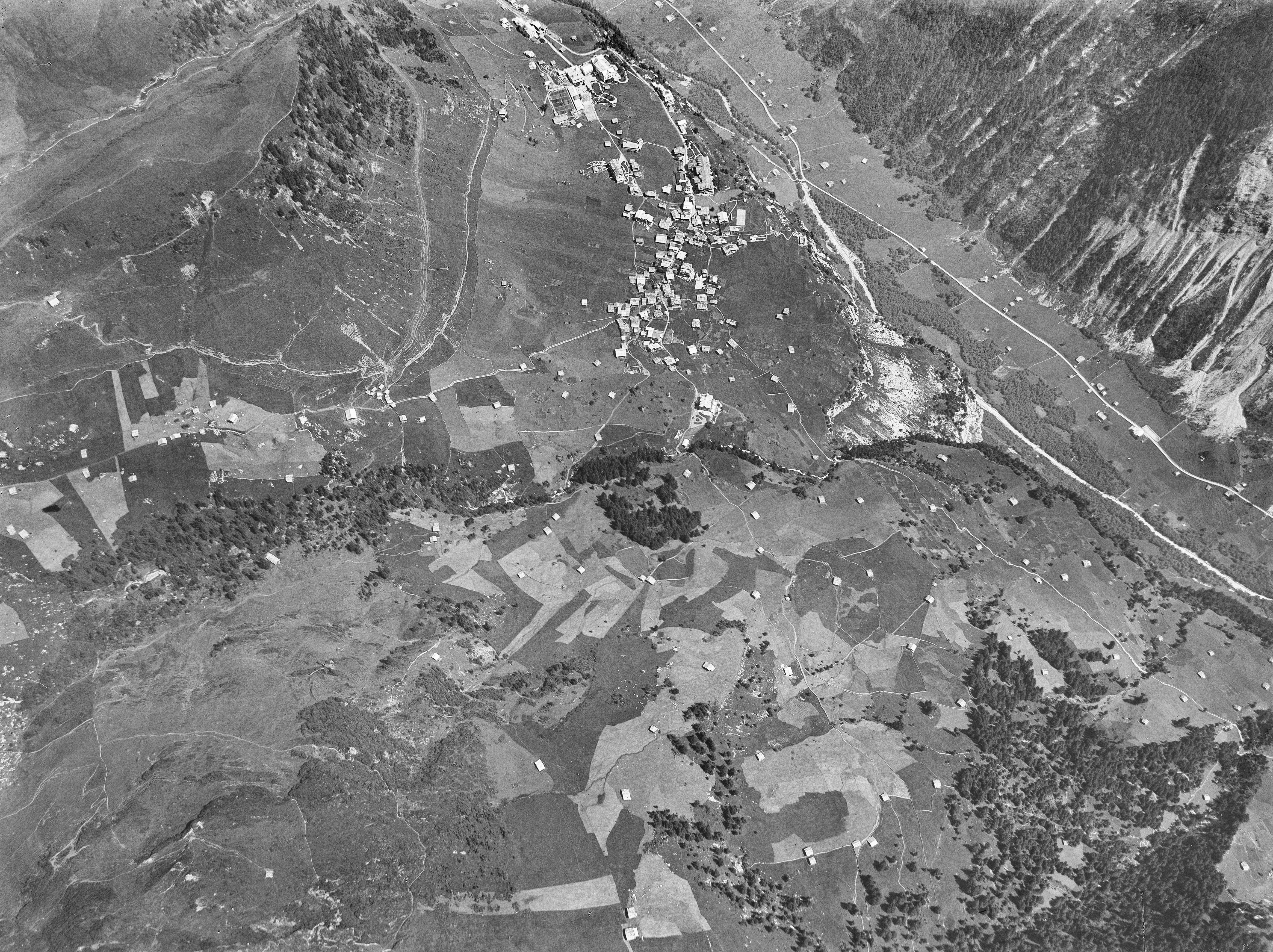
إدوارد سبيلتبريني صورها بين العام 1893 و عام 1924
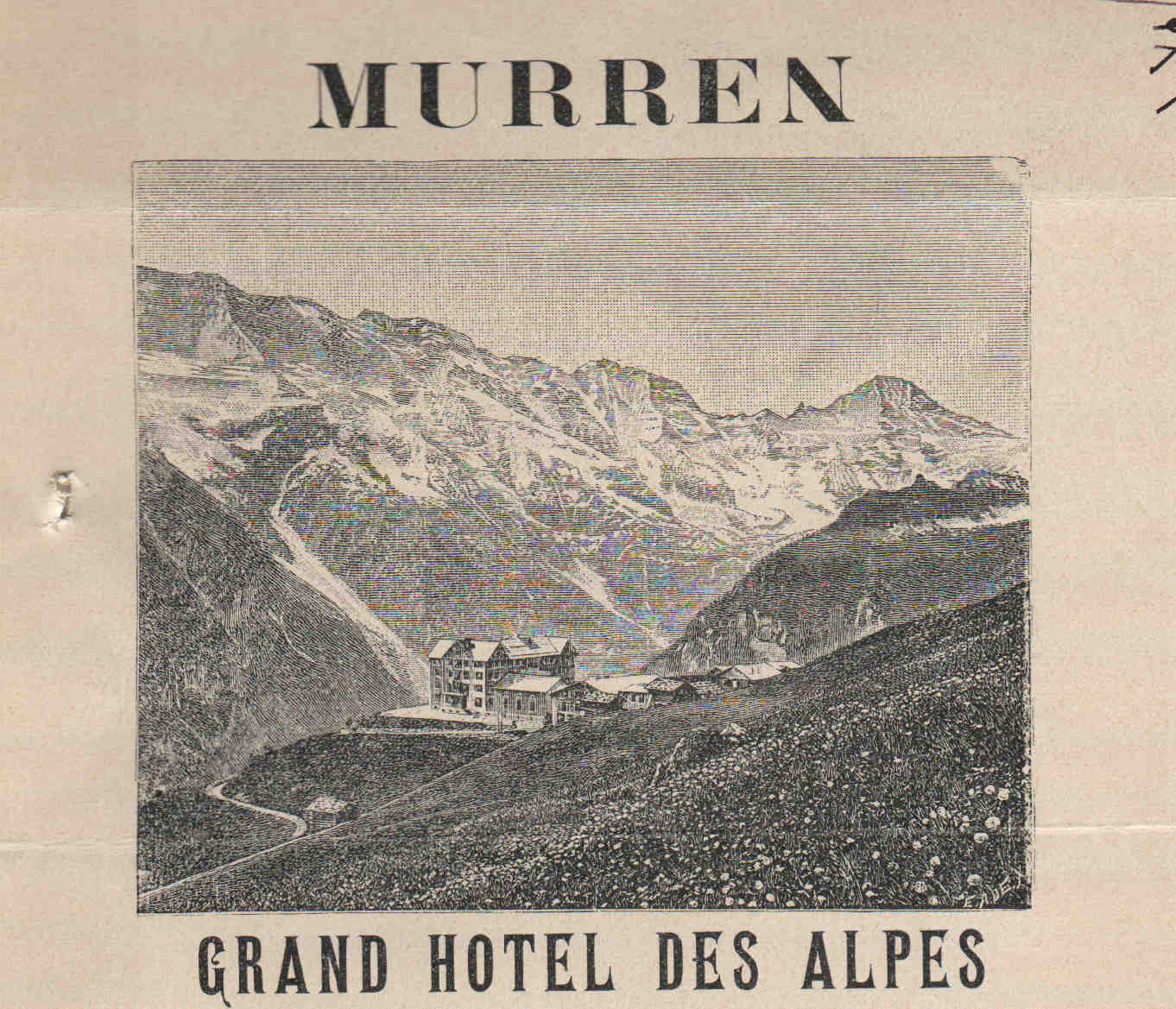
فندق جراند ديس البس-مورن